# 河内村 (熊本県)
河内村（かわちむら）は、熊本県の北部に位置していた村。現在の熊本市西区の一部。

## 地理
- 河川：河内川、小貢川

## 歴史
- 1889年4月1日 - 町村制施行により一村単独村政、河内村が成立。
- 1902年4月1日 - 白浜村、船津村と合併し河内村となる。
- 1956年9月30日 - 芳野村と新設合併し、河内芳野村が発足。

## 学校
- 河内村立河内中学校
- 河内村立河内小学校